# Diademospora ramigera
Diademospora ramigera är en svampart som beskrevs av B.E. Söderstr. & Bååth 1979. Diademospora ramigera ingår i släktet Diademospora, divisionen sporsäcksvampar och riket svampar.   Inga underarter finns listade i Catalogue of Life.